# Pour en finir avec Dieu
Pour en finir avec Dieu (The God Delusion) est un essai du biologiste britannique Richard Dawkins, détenteur de la chaire Charles Simonyi à la Public Understanding of Science de l'université d'Oxford, paru en 2006 dans sa version originale. La traduction française de l'ouvrage, réalisée par Marie-France Desjeux-Lefort, est parue en 2008. 
Dawkins y soutient qu'un créateur surnaturel n'existe probablement pas et qualifie cette croyance en un dieu personnifié de délire qu'il définit comme une croyance fausse et persistante se maintenant face aux preuves qui la contredisent. Il reprend l'assertion du philosophe et écrivain américain Robert M. Pirsig disant que « quand une personne souffre de délire, on appelle cela de la folie. Quand un grand nombre de personnes souffrent de délire, on appelle cela une religion »,. Dawkins rappelle aussi que l'on n'a pas besoin de religion pour être moral (la Grèce et Rome nous ont laissé de grands modèles de vertu, alors que leur religion n'avait aucune exigence de cet ordre, qui relevait de la philosophie), et que les origines de la religion et de la moralité peuvent être expliquées de manière non religieuse.
La version originale en anglais a été vendue à plus de deux millions d'exemplaires et traduite en plus de trente langues. Le livre a reçu un accueil critique contrasté. Il a suscité le débat et plusieurs ouvrages ont été publiés en réponse.

## Contexte

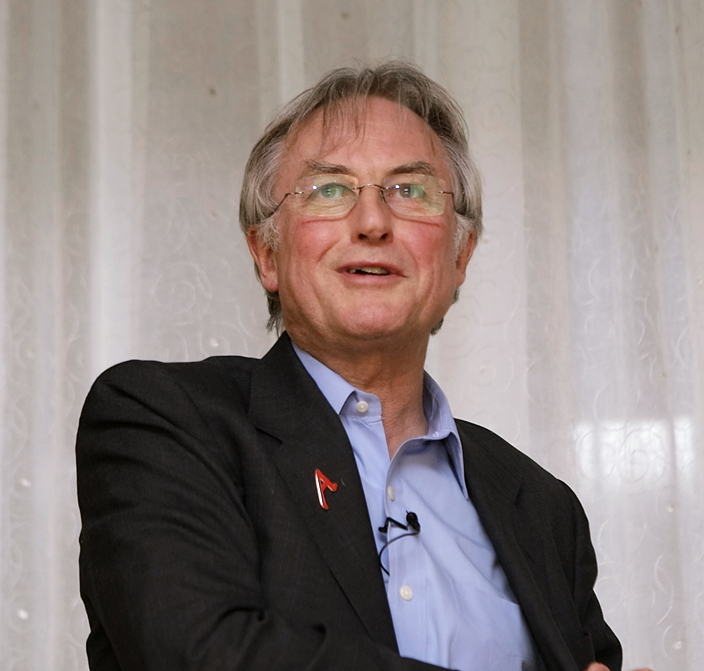
Richard Dawkins en mars 2008.

Dans des livres précédents traitant de l'évolution, Dawkins avait déjà rappelé nombre d'objections au créationnisme suscitées par plus d'un siècle de paléontologie. Le thème de L'Horloger aveugle, publié en 1986, est l'évolution comme moteur probable du dessein, au moins apparent, de la nature (téléonomie). Dans Pour en finir avec Dieu, il met l'accent directement sur un plus grand nombre d'arguments utilisés en faveur ou à l'encontre de la croyance en l'existence de Dieu. 
Dawkins a attendu plusieurs années avant d'écrire un livre critiquant frontalement la religion, son éditeur l'en ayant dissuadé, mais également son ami Daniel Dennett qui s'en expliquait dans les bandes de la BBC The Atheism Tapes : « Richard sous-estime le désarroi qui s'emparerait alors de nombreuses personnes et qui causerait peut-être davantage de mal que de bien. »
En 2006, son éditeur le met à nouveau en garde, mais Dawkins attribue son changement d'avis à quatre années de gouvernement Bush. À cette époque d'autres auteurs, dont Sam Harris et Christopher Hitchens qui avec Dawkins ont été appelés The Unholy Trinity (la trinité impie) par Robert Weitzel, avaient déjà écrit des livres s'en prenant ouvertement à la religion,.

## Contenu
Le livre contient dix chapitres. Les premiers développent l'idée que Dieu n'existe probablement pas, tandis que les autres parlent de religion et de morale. Il est dédié à la mémoire d'un vieil ami de Dawkins, Douglas Adams, accompagné de la note : « Ne suffit-il pas de voir qu'un jardin est beau, sans qu'il faille aussi croire à la présence des fées au fond de ce jardin ? » (tirée du Guide du voyageur galactique).
Dawkins écrit que Pour en finir avec Dieu cherche à « éveiller les consciences » sur quatre points :
1. les athées peuvent être heureux, équilibrés, moraux et intellectuellement accomplis ;
2. la sélection naturelle et les théories scientifiques similaires sont supérieures à l'hypothèse d'un Dieu — l'illusion d'un dessein intelligent — pour expliquer le monde du vivant et le cosmos ;
3. les enfants ne devraient pas être endoctrinés par la religion de leurs parents. Des termes comme « enfant catholique », « enfant juif » ou « enfant musulman » n'ont pas plus de sens que n'en aurait « enfant raciste » pour un enfant de racistes : seul un adulte peut, explique-t-il, revendiquer un choix religieux ou politique ;
4. les athées devraient être fiers de ce qu'ils pensent et non s'en excuser, car leur athéisme est un signe de santé mentale et d'indépendance d'esprit (l'auteur fait ici surtout référence aux États-Unis où le statut d'athée est source de discrimination, similaire à celle exercée à l'encontre des homosexuels il y a cinquante ans selon lui).

### L'hypothèse de Dieu
Puisqu'il existe plusieurs idées théistiques relatives à la nature de(s) Dieu(x), Dawkins, au début du livre, définit le concept de Dieu dont il souhaite faire part. Il forge l'expression de religion einsteinienne, faisant référence à l'utilisation qu'a fait Albert Einstein de Dieu comme métaphore de la nature ou des mystères de l'univers. Il fait une différence entre cette religion einsteinienne et les idées théistes d'un Dieu créateur de l'univers nécessitant un culte. Ceci devient un thème important du livre qu'il appelle l’hypothèse de Dieu. Il maintient que cette idée de Dieu est une hypothèse recevable, ayant des effets dans l'univers physique, et comme toute hypothèse peut être testée et réfutée. Ce faisant, Dawkins rejette l'idée répandue que les sciences et la religion auraient des magistères qui ne se recouvriraient pas.
Dawkins étudie brièvement les principaux arguments philosophiques en faveur de l'existence de Dieu. De toutes les nombreuses preuves philosophiques dont il discute, il choisit de développer une critique de l'argument téléologique. Dawkins conclut que la sélection naturelle peut fort bien expliquer seule la téléonomie, ainsi d'ailleurs que les imperfections de celle-ci inexplicables dans l'hypothèse d'un Créateur parfait.
Il écrit qu'un des plus grands défis de l'intelligence humaine est d'expliquer « comment l'agencement complexe et peu probable de l'univers advient » et propose deux explications concurrentes :
1. une théorie faisant appel à un créateur et qui postule un être complexe pour justifier la complexité que l'on observe ;
2. une théorie expliquant comment, avec des origines et des principes simples, quelque chose de plus complexe peut émerger.

C'est l'assertion principale de son argumentation contre l'existence de Dieu, l'« ultime gambit », selon lequel la première tentative se contredit, et la seconde approche est au contraire logique.
À la fin du quatrième chapitre, « Pourquoi il n'y a presque certainement pas de Dieu », Dawkins résume son argument et explique « la tentation — celle d'attribuer la complexité d'une conception à son concepteur — est fausse, parce que l'hypothèse du concepteur pose immédiatement le plus grand problème de qui créa le concepteur. Le problème fondamental avec lequel nous avons débuté était le problème d'expliquer une improbabilité statistique. Ce n'est évidemment pas une solution de postuler quelque chose d'encore plus improbable ».
Dawkins ne prétend pas prouver la non-existence de Dieu comme une certitude absolue. Cependant, il suggère comme principe général que les explications plus simples sont préférables (principe du Rasoir d'Occam) et que l'existence d'un dieu omnipotent et omniscient doit être extrêmement complexe. Ainsi, la théorie d'un univers sans Dieu est préférable à la théorie d'un univers avec un dieu.

### Religion et morale
La seconde partie du livre commence par explorer les racines de la religion et cherche une explication pour son ubiquité dans les cultures humaines. Dawkins soutient la théorie de la religion comme étant un sous-produit accidentel (un coup manqué de quelque chose d'utile), comme l'emploi par l'esprit de l’Intentional stance, théorie développée par le philosophe américain Daniel Dennett selon laquelle l'esprit suit un certain degré d'abstraction qui nous amène à penser le comportement d'un objet suivant une logique réfléchie. Dawkins suggère que la théorie des mèmes, et la susceptibilité humaine aux mèmes religieux en particulier, peuvent expliquer comment les religions ont pu se développer comme des « virus mentaux » au travers des sociétés.
Il se tourne alors vers le sujet de la morale, affirmant que nous n'avons pas besoin de la religion pour être bon. Au contraire, la morale a une explication darwinienne : les gènes de l'altruisme, sélectionnés par le processus de l'évolution, donnent aux gens de l'empathie naturelle. Il demande ainsi : « Commettriez-vous un meurtre, un viol ou un vol si vous saviez que Dieu n'existe pas ? » Il explique ainsi que peu de gens répondraient oui, mettant en cause l'argument selon lequel on a besoin de religion pour se comporter moralement. Soutenant cette position, il détaille l'histoire de la moralité, expliquant qu'il y a un Zeitgeist moral qui évolue continuellement dans les sociétés. En progressant, le consensus moral influence comment les leaders religieux interprètent les écrits « sacrés ». Ainsi, selon Dawkins, la morale n'a pas pour origine la Bible, mais plutôt notre progrès moral qui nous informe sur les parties de la Bible que les chrétiens acceptent et celles qu'ils rejettent.
Pour en finir avec Dieu ne se contente pas de défendre le bien-fondé de  l'athéisme. Le livre mène l'offensive contre les religions. Dawkins voit les religions comme une menace qui détruit la science, encourage le fanatisme, l'intolérance vis-à-vis des homosexuels, et influence la société de diverses manières négatives. Il est particulièrement scandalisé par l'endoctrinement des enfants. Il compare l'endoctrinement religieux des enfants par les parents et professeurs des écoles religieuses à une forme d'abus mental. Dawkins considère que les termes d'« enfant musulman » ou d'« enfant catholique » ont aussi peu de sens que les termes d'« enfant marxiste » d'« enfant Tory », considérant qu'un jeune enfant ne peut être considéré comme suffisamment développé pour avoir un point de vue indépendant sur le cosmos et la place de l'humanité.
Le livre se conclut sur la question de la religion qui, malgré ses problèmes, remplit un vide, donnant de la consolation et de l'inspiration aux gens qui en ont besoin. Selon Dawkins, ces besoins peuvent être remplis plus efficacement par des moyens non religieux tels que la philosophie et la science. Il suggère qu'un point de vue athée est plus positif pour la vie que les religions, avec leurs « réponses » insatisfaisantes, ne pourront jamais l'être. Une annexe donne des adresses pour ceux qui « ont besoin d'aide pour s'échapper de la religion ».

### L'ultime Boeing 747
Dans le chapitre 4 de son livre, Richard Dawkins développe un contre-argument aux versions modernes du dessein intelligent qu'il appelle « l'ultime Boeing 747 ». 
Il part du fait que des créationnistes comparent la conception scientifique de l'abiogenèse et de l'évolution, à des événements aussi improbables qu'une « tornade balayant une décharge qui finirait par assembler un Boeing 747 ». L'abiogenèse et l'évolution seraient donc très improbables, et mieux expliquées par l'existence d'un dieu créateur. Selon Dawkins, cette logique est autodestructrice, car le théiste doit maintenant rendre compte de l'existence du dieu et expliquer comment le dieu a été créé. Selon lui, si l'existence de la vie est hautement complexe sur Terre, et si elle est l'équivalent de l'apparition improbable d'un Boeing 747 issu d'une tornade, alors l'existence d'un dieu hautement complexe est encore plus improbable, ce serait « l'ultime Boeing 747 ».

## Ventes
En novembre 2007 la version anglaise dépasse le million et demi d'exemplaires vendus et le livre est traduit en trente-et-une langues. Il est classé en deuxième position dans la liste des meilleures ventes du site de vente en ligne américain Amazon.com en novembre 2006. Début décembre 2006, il atteint le quatrième rang de la liste des meilleures ventes des essais selon le quotidien américain The New York Times au bout de neuf semaines sur cette liste. Il resta sur cette liste pendant cinquante-et-une semaines jusqu'au 30 septembre 2007.

## Réception critique
L'accueil critique de Pour en finir avec Dieu a été contrasté dans la presse anglophone, avec un indice agrégé Metacritic valant 59 (mixed or average reviews). 

### Critiques positives
Des critiques positives ont paru notamment dans les journaux San Francisco Chronicle, The Guardian, The Independent, The Economist ou encore dans le Los Angeles Times ou le New York Observer.
Ainsi, le San Francisco Chronicle trouve que « Pour en finir avec Dieu est un livre agréable et important, cette qualité étant largement due à la volonté de Dawkins d'employer la puissance de son intelligence pour se frayer un chemin parmi les discours langue de bois, dont l'effet principal est d'étouffer les débats — sur la religion, sur la responsabilité intellectuelle, sur la politique — et dont nous avons vraiment besoin, à ce moment particulier de notre histoire ».
The Guardian émet aussi un avis positif, et pense que « Dawkins a raison de ne pas être seulement en colère mais aussi alarmé. Les religions ont terrifié le monde séculier. Ce livre est un vibrant appel à ne plus rester dans son coin. Animé par une saine colère, souvent rattrapé par l'humour, ce livre saura, je l'espère, secouer beaucoup [de ses lecteurs] ».

### Critiques négatives
Pour en finir avec Dieu a reçu des critiques négatives de la part de certains philosophes et scientifiques théistes et athées ainsi que de la part de critiques littéraires anglophones.
Selon Alvin Plantinga, l'ouvrage de Dawkins est « plein de rodomontades et d'emphase, mais il ne fournit pas la moindre raison pour penser que la croyance en Dieu est une erreur, encore moins une illusion ». Le philosophe Antony Flew qualifie quant à lui Dawkins d'« antireligieux fanatique dont la principale faute en tant qu'universitaire consiste à ne pas mentionner, délibérément, les arguments les plus convaincants fournis par les partisans de la thèse opposée à la sienne ».
Le théologien Alister McGrath reproche à Dawkins son « dogmatisme » et son « fondamentalisme athée » et le fait qu'il soit devenu un « propagandiste antireligieux agressif avec un mépris évident pour les preuves n'allant pas dans son sens ». Thomas Nagel décrit le livre comme « une collection très inégale de ridicule scripturaire, de philosophie amateur, d'horreurs historiques et contemporaines, de spéculations anthropologiques et d'argument cosmologique ».
Le philosophe Michael Ruse écrit que le livre lui a fait « avoir honte d'être athée ». William Lane Craig pense que l'argumentaire principal que Dawkins présente comme étant au cœur de son livre est un échec, même si par pure hypothèse on en concède toutes les étapes. Craig estime que le livre constitue désormais le pire argument en faveur de l'athéisme dans l'histoire de la pensée occidentale.
Le critique littéraire Terry Eagleton considère que Pour en finir avec Dieu offre « une caricature vulgaire de la foi religieuse qui ferait grimacer un étudiant de théologie de première année » et qu'en cela Dawkins a énormément en commun avec les télé-évangélistes américains. Le généticien de l'évolution H. Allen Orr écrit dans The New York Review of Books que « la caractéristique la plus décevante [du livre] réside dans l'incapacité de Dawkins à considérer la pensée religieuse d'une façon sérieuse ».

### Débats et livres écrits en réponse
Richard Dawkins a également participé à des débats publics autour de son livre, notamment en confrontant ses thèses à plusieurs reprises avec celles du mathématicien et bioéthicien John Lennox. 
Plusieurs livres ont été publiés dans le monde anglo-saxon contestant les opinions de Dawkins, parmi lesquels The Dawkins Delusion? d'Alister McGrath, God's Undertaker: Has Science Buried God? de John Lennox tous deux parus en 2007, ainsi que Reason, Faith, and Revolution: Reflections on the God Debate de Terry Eagleton, paru en 2009.